# Хороше (Новосибірська область)
Хороше (рос. Хорошее) — село у Карасуцькому районі Новосибірської області Російської Федерації.
Входить до складу муніципального утворення Хорошинська сільрада. Населення становить 1208 осіб (2010).

## Історія
Згідно із законом від 2 червня 2004 року органом місцевого самоврядування є Хорошинська сільрада.

## Населення
| 2002 | 2007  | 2010  |
| ---- | ----- | ----- |
| 1472 | ↘1159 | ↗1208 |